# Plectranthias
Plectranthias is een geslacht van straalvinnige vissen uit de familie van zaag- of zeebaarzen (Serranidae). Het geslacht is voor het eerst wetenschappelijk beschreven in 1876 door Bleeker.

## Soorten
De volgende soorten zijn bij het geslacht ingedeeld:
- Plectranthias alleni Randall, 1980
- Plectranthias altipinnatus Katayama & Masuda, 1980
- Plectranthias anthioides (Günther, 1872)
- Plectranthias bauchotae Randall, 1980
- Plectranthias bilaticlavia Paulin & Roberts, 1987
- Plectranthias cirrhitoides Randall, 1980
- Plectranthias exsul Heemstra & Anderson, 1983
- Plectranthias fijiensis Raj & Seeto, 1983
- Plectranthias foresti Fourmanoir, 1977
- Plectranthias fourmanoiri Randall, 1980
- Plectranthias gardineri (Regan, 1908)
- Plectranthias garrupellus Robins & Starck, 1961
- Plectranthias helenae Randall, 1980
- Plectranthias inermis Randall, 1980
- Plectranthias intermedius (Kotthaus, 1973)
- Plectranthias japonicus (Steindachner, 1883)
- Plectranthias jothyi Randall, 1996
- Plectranthias kamii Randall, 1980
- Plectranthias knappi Randall, 1996
- Plectranthias lasti Randall & Hoese, 1995
- Plectranthias longimanus (Weber, 1913)
- Plectranthias maculicauda (Regan, 1914)
- Plectranthias maugei Randall, 1980
- Plectranthias megalepis (Günther, 1880)
- Plectranthias megalophthalmus Fourmanoir & Randall, 1979
- Plectranthias morgansi (Smith, 1961)
- Plectranthias nanus Randall, 1980
- Plectranthias pallidus Randall & Hoese, 1995
- Plectranthias parini Anderson & Randall, 1991
- Plectranthias pelicieri Randall & Shimizu, 1994
- Plectranthias randalli Fourmanoir & Rivaton, 1980
- Plectranthias retrofasciatus Fourmanoir & Randall, 1979
- Plectranthias robertsi Randall & Hoese, 1995
- Plectranthias rubrifasciatus Fourmanoir & Randall, 1979
- Plectranthias sagamiensis (Katayama, 1964)
- Plectranthias sheni Chen & Shao, 2002
- Plectranthias taylori Randall, 1980
- Plectranthias vexillarius Randall, 1980
- Plectranthias wheeleri Randall, 1980
- Plectranthias whiteheadi Randall, 1980
- Plectranthias winniensis (Tyler, 1966)
- Plectranthias yamakawai Yoshino, 1972